# Hervé Hasquin
Hervé Hasquin (ur. 31 grudnia 1942 w Charleroi) – belgijski i waloński polityk, historyk oraz nauczyciel akademicki, parlamentarzysta, w latach 1999–2004 minister-prezydent wspólnoty francuskiej.

## Życiorys
Z wykształcenia historyk, absolwent Université Libre de Bruxelles, gdzie uzyskał doktorat. Pozostał nauczycielem akademickim na tej uczelni, dochodząc do stanowiska profesora. W latach 1982–1986 pełnił funkcję rektora ULB, następnie do 1995 przewodniczył uniwersyteckiej radzie dyrektorów.
Zaangażował się w działalność polityczną w ramach Partii Reformatorsko-Liberalnej, w latach 1986–1989 był wiceprzewodniczącym tego ugrupowania, a od 1990 do 1992 jego sekretarzem generalnym. Wraz z tą partią współtworzył później federacyjny Ruch Reformatorski. Objął funkcję radnego w Charleroi, a także w Woluwe-Saint-Lambert (wchodząc również w skład zarządu gminy) i w Silly. W latach 1987–1995 i w 1999 zasiadał w belgijskim Senacie. W latach 1989–1999 sprawował mandat radnego Regionu Stołecznego Brukseli, a od 1995 równocześnie mandat radnego wspólnoty francuskiej.
Od 1995 do 1999 był ministrem rządu Regionu Stołecznego Brukseli, odpowiadając za planowanie, roboty publiczne i transport. Następnie do 2004 sprawował urząd ministra-prezydenta wspólnoty francuskiej Belgii. W 2003 uzyskał mandat posła do Izby Reprezentantów, który objął w 2004 i wykonywał do 2007. W 2008 został prezesem rządowej agencji zajmującej się wyrównywaniem szans i przeciwdziałaniem rasizmowi. Kierował tą instytucją do 2011.

## Odznaczenia
- Komandor Orderu Leopolda II (Belgia, 1984)
- Wielki Oficer Orderu Leopolda (Belgia, 1999)
- Krzyż Wielki Orderu Korony (Belgia, 2004)
- Komandor Orderu Narodowego Lwa (Senegal, 1987)
- Kawaler Legii Honorowej (Francja, 1989)[1]